# Goat Island (ö i Australien, Tasmanien)
Goat Island är en ö i Australien. Den ligger i delstaten Tasmanien, i den sydöstra delen av landet, omkring 220 kilometer nordväst om delstatshuvudstaden Hobart.
Genomsnittlig årsnederbörd är 1 607 millimeter. Den regnigaste månaden är augusti, med i genomsnitt 221 mm nederbörd, och den torraste är januari, med 57 mm nederbörd.